# Bernardo (hijo de Carlos Martel)
Bernardo, O.S.B. (ca. 725-f. 787) fue un noble franco. Era hijo de Carlos Martel y ostentaba el título honorífico de conde de Saint-Quentin.

## Familia

### Ascendencia
Bernardo pertenecía a la prestigiosa familia de los arnulfios, y estaba emparentado con los carolingios. 
Era el sexto hijo de Carlos Martel, y el mayor de cuatro que tuvo con su tercera esposa, Ruodhaid. Era hermano directo de Jerónimo, Remigio y Aida. Su tercer hermano se convirtió en arzobispo de Ruán; y su hermana se casó con el noble franco Teodorico, con quien tuvo al conde Guillermo I de Tolosa.
Bernardo era medio hermano a su vez de los influyentes nobles Carlomán, Pipino el Breve, Hiltrude, Landrada y Hadeloge; por parte del primer matrimonio de su padre con la noble Rotrudis; y de Grifón, del segundo matrimonio con Swanahilde.
Los hijos de sus medio hermanos llegaron a ser importantes nobles francosː Carlomagno, Carlomán I y Gisela, hijos de Pipino; y Tasilón III de Baviera, hijo de Hiltrude con Odilón I. Su media hermana, Hadeloge, fue monja y luego llegó a ser canonizada.

### Matrimonios y descendencia
Con su primera esposa, noble franca de nombre desconocido, Bernardo tuvo dos hijosː Adelardo y otro de nombre desconocido. Adalardo llegó a ser abad de Corbie y fue canonizado.
Con su segunda esposa, posiblemente Gundelinda de Autun, Bernardo tuvo a los religiosos Wala, Gundrade, Bernardo y Teodrada. Wala fue abad de Corbie, al igual que su hermano Bernardo; por su parte Teodrada fue abadesa de Nuestra Señora de Soissons, tras dejar atrás a su vida de casada; Gundrade, por otra parte, fue monja.